# One Night Only
One Night Only — британська інді-рок група з Хелмслі (Північний Йоркшир), створена в 2003 році.

## Історія
One Night Only утворилася влітку 2003 року. Спочатку, до її складу входили Марк «Mittens» Хейтон, Даніель «POB» Паркін, Сем «Gunner» Форд і Кай Сміт. Тоді у групи ще не було вокаліста, але потім до компанії приєднався Джордж Крейг, друг брата Сема Форда. Його попросили стати вокалістом, але Крейг наполягав на тому, що грати на гітарі у нього виходить краще. Потім групу покинув Кай Сміт. Всупереч деяким повідомленнями, вони не починали як кавер-група Beatles — спочатку вони дійсно виконували пісні таких груп, як Blink-182, New Found Glory та The Beatles, але також грали і власні. Назва «One Night Only» з'явилося, коли групу попросили влаштувати концерт. У них не було назви на той момент і тому придумали «One Night Only», буквально маючи на увазі те, що виступ групи триватиме всього одну ніч. Однак назва за групою зберігається і донині. Вони відіграли свій перший концерт 12 грудня 2003 року в Меморіальному залі Kirkbymoorside, який на деякий час став популярним місцем їх виступів.
У 2005 році до групи приєднався клавішник Джек «Fish» Сайлс. Група з'явилися на The Friday Night Project, виконавши свій третій сингл «It's About Time». Джордж Крейг також виступив на Hollyoaks, виконавши акустичну версію тієї ж пісні. У 2007 році група гастролювала з Milburn і Pigeon Detectives. Їх перший заголовний тур розпочався у січні 2008 року і закінчився в березні. Їх найбільший головний тур на сьогодні відбувся восени 2008 року. Ще вони грали на кількох фестивалях, включаючи Isle of Wight, Oxegen і Glastonbury. Наступний тур група провела за підтримки рок-тріо General Fiasco з Північної Ірландії. Глядачі та інші групи, зустрічалися на майданчиках, таких як Lincoln Engine Shed і The Astoria. Своє останнє турне вони почали 15 червня 2010 року.

### Started A Fire (2007–2008)
Дебютний альбом «Started A Fire» був записаний в студії RAK, в районі Лондона — Сент-Джонс-Вуд, з серпня по вересень 2007 року. Продюсером альбому був Стів Лілліуайт, який відомий по своїй роботі з U2.
«You And Me» був першим синглом, який вийшов в жовтні 2007 року. Він не зміг увійти в ТОП-40 чарту Великої Британії, зайнявши #46. Другий сингл — «Just For Tonight», досяг більшого успіху, зайнявши # 9 в UK Singles Chart. Цей сингл був випущено 28 січня 2008 року, а через тиждень був випущений весь альбом групи. Хлопці стали дуже знаменитими в Нідерландах коли їх хіт «Just For Tonight» був використаний як саундтрек до оглядів матчів Чемпіонату Європи з футболу 2008 на телепередачі «Studio Sport». У ніч останнього матчу Чемпіонату Європи з футболу 2008 вони зіграли акустичну версію пісні «Just For Tonight» в студії «Studio Sport». «It's About Time» став третім синглом, і був випущено 28 квітня 2008 року. Він не зміг повторити успіху «Just For Tonight», зайнявши # 37 в UK Singles Chart. 7 липня 2008, четвертим синглом групи став перезапуск «You And Me», який обіймав # 1 протягом 5 тижнів у UK Indie Chart.

### One Night Only (2008–2010)
Група повідомила, що написала понад 25 пісень з тих пір як був випущений «Started A Fire». Альбом під назвою «One Night Only» було задумано випустити влітку 2009 року, але він був випущений тільки в серпні 2010 року. Спочатку, він повинен був включати в себе пісні «Intention Confidential», «A Thousand Dreams» та «Daydream» які вони виконували в їх турі в жовтні, і ще «Live It Up» і «Hurricane», відео яких хлопці завантажували в інтернет. Ніяка з цих пісень так і не увійшла до фінального треклисту, хоча «Hurricane» і «Daydream» були записані як B-Side і Itunes Bonus Track відповідно.
19 березня 2010, через Myspace було оголошено що запис другого альбому завершений. Група також оголосила відхід з групи барабанщика Сема Форда. Замість нього в групу прийшов брат Джорджа Крейга — Джеймс Крейг, який до цього грав у групі Joe Lean & The Jing Jang Jong.
Група виконала свої нові пісні в 2010 році, на фестивалі SXSW в місті Остін (Техас). Шість нових пісень зробили свій дебют — «Chemistry», «Anything», «Forget My Name», «Say You Don't Want It», «Got It All Wrong» і «All I Want». 12 травня 2010, хлопці випустили ще одне відео з серії «Середи з ONO», про фотосесію до другого альбому.
Першим синглом нового альбому стала пісня «Say You Don't Want It», яка була випущена 16 серпня. У музичному відеокліпі знялася актриса Емма Вотсон. 22 серпня 2010, пісня перебувала на # 22 UK Singles Chart. Через тиждень, 23 серпня 2010 року, був випущений цілий альбом. Він зайняв # 36 в UK Albums Chart.

### Середи з ONO
Після успіху туру Started A Fire в жовтні 2008 року, група виклала відео в Myspace як вони грають у футбол. Після успіху цього відео, хлопці почали викладати відео щосереди, щоб фанати були в курсі всіх справ групи. На 20-му тижні (1 квітня), у відео був використаний семпл нової пісні «Tonight». На 29-му тижні (3 червня) був використаний анонс виступів групи в Нью-Йорку організоване на підтримку лейбла одягу Burberry, включаючи нові пісні «This Is A Hurricane» і «Live It Up», разом з довгою версією студійного кліпу "This Is A Hurricane "який був використаний спочатку.
28 квітня 2010, в кінці відео «It's Alright — Live In Helmsley» вони програли кліп фінальної студійної версії «Say You Don't Want It». Вони вкладали такий же тизер, у свої подальші відео із серії «Середи з ONO».

## Склад групи

### Нинішні
- Джордж Крейг — Вокал, гітара (2003-Н. В.)
- Марк Хейтон — гітара, бек-вокал (2003-Н. В.)
- Деніел Паркін — бас (2003-Н. В.)
- Джек Сейлса — клавішні, бек-вокал (2005-Н. В.)
- Джеймс Крейг — ударні (2010-Н. В.)

### Колишні учасники
- Кай Сміт — гітара (2003)
- Сем Форд — ударні (2003–2010)